# Độc Cô Cầu Bại
Độc Cô Cầu Bại (phồn thể: 獨孤求敗, giản thể: 独孤求败, bính âm: Dugu Qiubai), hiệu là Kiếm Ma, là một nhân vật hư cấu trong các tiểu thuyết võ hiệp của nhà văn Kim Dung, được xem là một trong những nhân vật có võ công mạnh nhất trong các tiểu thuyết võ hiệp của Kim Dung. "Độc cô cầu bại" có nghĩa là "kẻ cô độc cầu mong mình bại trận".
Độc cô cầu bại được đề cập đến trong hai bộ tiểu thuyết Thần điêu hiệp lữ, Tiếu ngạo giang hồ và rất ngắn gọn trong bộ Lộc đỉnh ký. Độc Cô Cầu Bại chưa từng xuất hiện trực tiếp trong các tình tiết của tiểu thuyết Kim Dung mà chỉ được kể gián tiếp qua những lời kể hoặc kiếm lý đặc sắc về kiếm thuật. Kim Dung không mô tả nhân vật này sống vào giai đoạn nào, nhưng dựa trên các chi tiết được nói tới thì có thể xác định nhân vật này sống trong giai đoạn đầu thế kỷ 12 (sau các sự kiện trong Thiên long bát bộ và trước các sự kiện trong Anh hùng xạ điêu)

## Xuất hiện trong văn hóa

### TrongThần điêu hiệp lữ
Nhân vật Độc Cô Cầu Bại xuất hiện trong Thần điêu hiệp lữ theo sự hồi tưởng của Dương Quá khi được con chim điêu, con vật được cho là người bạn cuối đời của Độc Cô, dẫn Dương Quá đến mộ của ông ta. Dương Quá đã hồi tưởng về một con người Độc Cô Cầu Bại kiếm thuật vô song, tung hoành thiên hạ, cuối đời cô quạnh sống với chim điêu, chết trong buồn bã vì không thể tìm được một người có thể địch nổi kiếm thuật của ông ta, mong một lần thất bại mà không được. Ông ta đã chôn các thanh kiếm của mình tại nơi gọi là kiếm mộ cùng với các di ngôn tương ứng với 5 giai đoạn luyện kiếm của mình. Ông đạt được cảnh giới Vô kiếm, tức không cần dùng đến bất kỳ thứ gì để làm kiếm kể cả cỏ, cây, trúc, đá.

### TrongTiếu ngạo giang hồ
Trong Tiếu ngạo giang hồ, Độc Cô Cầu Bại chỉ xuất hiện qua lời kể của Phong Thanh Dương khi truyền thụ Độc cô cửu kiếm cho Lệnh Hồ Xung. Theo lời kể của Phong Thanh Dương, Độc cô Cầu Bại là một người thông minh tuyệt đỉnh, là người đã sáng tạo ra Độc cô cửu kiếm, và nhờ kiếm pháp vô địch thiên hạ này, Độc Cô Cầu Bại cũng không có địch thủ. Thời gian đầu ông ta luôn mong chờ một người có thể đánh bại ông ấy, nhưng sau đó mong muốn của Độc Cô Cầu Bại giản dị hơn, đó là tìm ra người có thể khiến ông quay kiếm về phòng thủ. Về già ông chỉ ước có người đỡ được 10 chiêu kiếm, nhưng thủy chung đến cuối đời vẫn không ai có thể giúp ông hoàn thành tâm nguyện. Ông đạt được cảnh giới Vô chiêu.

### TrongLộc Đỉnh ký
Trong tác phẩm Lộc Đỉnh ký, Độc Cô Cầu Bại (và cả nhân vật Lệnh Hồ Xung) được nhắc đến ngắn gọn qua lời của nhân vật Trừng Quan đại sư: "Cổ nhân nói võ công luyện tới mức xuất thần nhập hóa thì như linh dương móc sừng lên cây để ngủ, không có dấu vết nào mà tìm được. Nghe nói ngày trước có vị Độc Cô Cầu Bại đại hiệp và Lệnh Hồ Xung đại hiệp dùng vô chiêu thắng hữu chiêu, vô địch trên đời..." 

### Trên phim ảnh
Năm 1990, TVB Hồng Kông đã trình chiếu bộ phim Kiếm ma Độc Cô Cầu Bại (劍魔獨孤求敗) với nhân vật Độc Cô Cầu Bại do Huỳnh Nhật Hoa thủ vai. Nội dung phim bắt đầu từ một người có sức mạnh tàn ác trên giang hồ là Độc Cô Thiên Phong. Độc Cô Thiên Phong là kỳ tài của võ học, tuy nhiên tính tình khác người. Vì muốn độc chiếm các bí cấp võ công nên ra tay tàn sát võ lâm. Sau khi bị các phái tiêu diệt, Thiên Phong bị bắt giam hơn 20 năm, đứa con mới sinh và người vợ cũng bị thất lạc. 20 năm sau, Lâm Khang từ 1 thiếu niên tốt bụng, trở thành 1 thiếu hiệp hành hiệp trượng nghĩa. Anh cùng với thiếu chủ Bạch Gia Bảo trở thành đệ tử phái Thiên Sơn, nhưng tính tình của Bạch Thành Trung nham hiểm nên đã hại cả nhà Lâm Khang. Và sau cùng, khi quyết đấu với Độc Cô Thiên Phong, sau khi đánh bại được Độc Cô, Lâm Khang mới biết mình là đứa con thất lạc hơn 20 năm. Sau cùng, khi sáng chế ra môn kiếm pháp: Độc cô cửu kiếm lừng danh giang hồ, Lâm Khang tiêu diệt Bạch Thành Trung và đổi tên là: Kiếm Ma Độc Cô Cầu Bại. Sau này truyền nhân của ông là Dương Quá, Phong Thanh Dương và Lệnh Hồ Xung.

## Mộ của kiếm
Nơi an nghỉ cuối cùng của Độc Cô Cầu Bại được gọi là Lăng mộ của Kiếm. Trong Thần điêu hiệp lữ Thần Điêu dẫn Dương Quá đến Lăng mộ, nơi Dương Quá đọc một tuyên bố mà Độc Cô Cầu Bại khắc trên đá: 
"Đã lang thang trong giang hồ hơn 30 năm, tôi đã giết tất cả kẻ thù của mình và đánh bại tất cả các cao thủ mạnh nhất. Trên thiên hạ không ai có thể ngang hàng với tôi. Không còn lựa chọn nào khác, tôi chỉ có thể rút lui và sống ẩn dật trong thung lũng sâu này, chỉ có một Thần Điêu làm bạn đồng hành. Than ôi, cả cuộc đời tôi, tôi đã tìm kiếm một đối thủ nhưng vô ích. Sự cô đơn không thể chịu đựng được là số phận của tôi." — "Kiếm Ma"  Độc Cô Cầu Bại 

Dương Quá cũng đọc được điều này tại Lăng mộ của Kiếm: 
""Kiếm Ma" Độc Cô Cầu Bại đã trở thành kiếm sĩ bất khả chiến bại và không thể bị thách thức bởi bất cứ ai trên thiên hạ, vì vậy anh ta đã chôn kiếm của mình ở đây. Các cao thủ võ lâm trên thiên hạ cúi đầu trước tôi. Giờ đây, Trường kiếm của tôi không còn tác dụng nữa. đau đớn!"
Thanh kiếm đầu tiên (Cương kiếm)"Thanh kiếm đầu tiên của tôi rất sắc bén, mạnh mẽ và hung dữ đến nỗi không ai có thể chống lại được. Với nó trong tay, tôi phấn đấu để trở nên thành thạo bằng cách thách đấu với tất cả các cao thủ võ lâm của Đồng bằng phía Bắc trong những năm tháng tuổi thiếu niên của mình."
Thanh kiếm thứ hai (Tử vi nhuyễn kiếm đã bị vứt bỏ nên được biểu thị bằng một tảng đá)"Thanh kiếm thứ hai của tôi có màu tím và chuyển động linh hoạt. Tôi đã sử dụng nó khi tôi 20 tuổi. Với nó, tôi đã vô tình làm bị thương những người chính nghĩa. Nó hóa ra là một vũ khí hủy diệt khiến tôi cảm thấy hối hận vô tận. Tôi đã ném nó vào một hẻm núi sâu."
Thanh kiếm thứ ba (Huyền thiết trọng kiếm)"Thanh kiếm thứ ba của ta nặng và cùn. Sự xảo quyệt tột cùng nằm ở sự đơn giản của nó. Với nó, ta đã lang thang khắp các vùng đất trên thiên hạ mà không gặp sự chống đối nào khi ta ở độ tuổi 30."
Thanh kiếm thứ tư (Bất kỳ thứ gì như cỏ, cây, trúc, đá đều có thể dùng làm kiếm, mà đại diện là thanh kiếm gỗ)"Sau tuổi 40, tôi không còn bị bất kỳ vũ khí nào cản trở nữa. Cỏ, cây, trúc, đá đều có thể là kiếm của tôi. Kể từ đó, tôi đã phát triển kỹ năng của mình hơn nữa, đến mức dần dần tôi có thể giành chiến thắng trong các trận chiến mà không cần dùng đến vũ khí."
Cảnh giới Vô kiếm (không cần dùng đến bất kỳ thứ gì để làm kiếm kể cả cỏ, cây, trúc, đá).